# Тисівська сільська рада
Тисівська сільська́ ра́да — орган місцевого самоврядування у складі Болехівської міської ради Івано-Франківської області. Адміністративний центр — село Тисів.

## Загальні відомості
- Територія ради: 7,285 км²
- Населення ради: 3 464 особи (станом на 2015 рік)
- Територією ради протікає річка Сукіль.

## Історія
село Тисів.

## Населені пункти
Сільській раді підпорядковані населені пункти:
- с. Тисів
- с. Танява

## Склад ради
Рада складається з 14 депутатів та голови.
- Голова ради: Савчук Володимир Богданович
- Секретар ради: Уханська Юля Миколаївна

### Керівний склад попередніх скликань
| ПІБ                         | Основні відомості                                                               | Дата обрання | Дата звільнення |
| --------------------------- | ------------------------------------------------------------------------------- | ------------ | --------------- |
| Яцинин Іван Васильович      | Сільський голова, 1966 року народження, освіта середня спеціальна, безпартійний | 26.03.2006   | 31.10.2010      |
| Яцинин Іван Васильович      | Сільський голова, 1966 року народження, освіта середня спеціальна, безпартійний | 31.10.2010   | 12.11.2015      |
| Савчук Володимир Богданович | Сільський голова, 1981 року народження, освіта вища, безпартійний               | 13.11.2015   |                 |

Примітка: таблиця складена за даними джерела

### Депутати
За результатами місцевих виборів 2010 року депутатами ради стали: